# Kaupthing Bank
Kaupthing Bank (IJslands: Kaupþing banki) is een IJslandse bank, gevestigd in Reykjavík. Ze werd gevormd door de samensmelting van Kaupthing en Búnaðarbanki Íslands in 2003 en was de grootste bank van IJsland.

## Activiteiten
Kaupthing Bank opereerde tot in 2008 in dertien landen, waartoe naast Scandinavische landen ook België, Luxemburg, Zwitserland, het Verenigd Koninkrijk en de Verenigde Staten behoorden. Ze bood internetbankieren aan in onder andere België, met een interest op spaarrekeningen van 4 + 2%. De bank gaf werk aan 3300 mensen en had 36 kantoren in IJsland.

### Bod op NIBC
In augustus 2007 deed Kaupthing Bank een bod van € 3 miljard op de Nederlandse zakenbank NIBC. De helft van het bod werd gedaan in eigen aandelen Kaupthing en de rest in contanten. Kaupthing hoopt na de aankoop van NIBC een van de leidende zakenbanken te zijn voor kleine en middelgrote ondernemingen in Europa, zo meldde Kaupthing-topman Hreidar Már Sigurdsson. Kaupthing en NIBC waren al sinds het voorjaar van 2005 in gesprek. Dat jaar werd NIBC verkocht maar Kaupthing greep toen achter het net, omdat het opkoopfonds rond JC Flowers een hoger bod neerlegde.
Eind januari 2008 werd bekend dat de transactie niet door zou gaan vanwege de onrust op de financiële markten als gevolg van de kredietcrisis. De koers van het aandeel Kaupthing was de voorgaande maanden fors gedaald waardoor de waarde van het bod slonk tot € 2,5 miljard. NIBC maakte dezelfde dag bekend dat de jaarwinst over 2007 met 62% was gedaald tot € 91 miljoen door de problemen op de financiële markten.

## IJslandse bankencrisis
Op 9 oktober 2008 werd de bank, in de problemen als gevolg van de IJslandse bankencrisis, overgenomen door de IJslandse toezichthouder.
Nog dezelfde maand besloot de centrale bank de binnenlandse en de internationale activiteiten te splitsen. De IJslandse activiteiten, dat zijn de spaargelden en de verstrekte kredieten, maar ook de vestigingen en geldautomaten, zijn overgebracht in een nieuwe bank die volledig in eigendom is van de IJslandse regering. De officiële naam van de nieuwe bank was New Kaupthing Bank hf. Het kreeg bij aanvang een eigen vermogen mee van ISK 75 miljard en een balanstotaal van ongeveer ISK 700 miljard. Finnur Sveinbjörnsson werd aangesteld als bestuursvoorzitter van de nieuwe bank.
Alle transacties van Kaupthing Bank Luxemburg, werkend onder een Luxemburgse banklicentie, en het Belgisch bijhuis Kaupthing Bank België werden geblokkeerd door de Luxemburgse toezichthouder. Omdat Luxemburg de nieuwe afspraak om tegoeden tot € 50.000 te garanderen nog niet had geïmplementeerd, zouden Belgische gedupeerden hoogstens € 20.000 terugkrijgen bij faillissement. België nam dan de verantwoordelijkheid over en betaalde elke rechthebbende tot maximaal € 100.000 uit, vermeerderd met de interest van 4 + 2%. Uiteindelijk zou de Luxemburgse Kaupthing overgenomen worden door Blackfish Capital, een investeringsfonds van de Engelse familie Rowland, en in Luxemburg tot Banque Havilland worden omgedoopt. De Belgische spaar- en zichtrekeningen werden op 16 juli 2009 overgeheveld naar Keytrade Bank, zodat de tegoeden na negen maanden weer vrijkwamen voor de spaarders. In februari waren al de effectenrekeningen naar Landbouwkrediet verhuisd. 

## Afwikkeling
New Kaupthing Bank hf werd later hernoemd naar Arion Bank.
De afwikkeling van de oude en failliete Kaupthing Bank heeft tot medio 2022 geduurd. Een liquidatieprocedure is gestart en na de laatste aandeelhoudersvergadering gehouden op 26 april 2023 is de faillissementsprocedure beëindigd, de activiteiten zijn gestaakt en de bank is uitgeschreven uit het IJslandse handelsregister.